# Örarna (vid Jurmo, Korpo)
Örarna är en udde av Jurmo i Finland.   Den ligger i landskapet Egentliga Finland, i den södra delen av landet, 190 km väster om huvudstaden Helsingfors. Örarna ligger på ön Jurmo.